# UFC Fight Night: Henderson vs. dos Anjos
UFC Fight Night: Henderson vs. dos Anjos (también conocido como UFC Fight Night 49) fue un evento de artes marciales mixtas celebrado por Ultimate Fighting Championship el 23 de agosto de 2014 en el BOK Center en Tulsa, Oklahoma.

## Historia
El evento estuvo encabezado por dos de los contendientes del peso ligero, Benson Henderson y Rafael dos Anjos.
Esté fue el segundo evento que la UFC ha celebrado en Tulsa, Oklahoma, siendo el primero UFC 4, hace casi 20 años.
Se esperaba que Jordan Mein se enfrentara a Thiago Alves en el evento. Sin embargo, Alves se retiró de la pelea debido a una lesión y fue reemplazado por Brandon Thatch. Posteriormente, Thatch también se retiró de la pelea con Mein citando una lesión en el pie. Finalmente, Mein se enfrentó a Mike Pyle. El oponente original de Pyle, Demian Maia, también se retiró de su pelea por una lesión.

## Premios extra
Cada peleador recibió un bono de $50,000.
- Pelea de la Noche: No hubo premiados
- Actuación de la Noche: Rafael dos Anjos, Jordan Mein, Thales Leites y Ben Saunders